# Spy Hunter 2
Spy Hunter 2 es un videojuego de 2003 desarrollado por Rockstar San Diego y publicado por Midway para PlayStation 2 y Xbox. Este juego es la secuela del remake de 2001 Spy Hunter del juego de 1983 Spy Hunter.

## Jugabilidad
La primera misión del jugador comienza en Rusia, justo donde quedó el último nivel al dejar a Petra, Jordan y la organización NOSTRA completamente diezmados al inicializar una secuela del remake de 2001; comienza su cooperación con el Agente Duvelle, viajando a varios lugares del planeta, incluidos Rusia, Estados Unidos, Asia, Suiza y la Antártida. La camioneta de armas regresa nuevamente y está equipada esta vez con una torreta / ametralladora automática que el jugador puede utilizar en resoluciones extremas de combate vehicular. El vehículo Interceptor SpyHunter recientemente adquirido puede entrar en modo todoterreno y transformarse en una moto acuática, una moto de nieve, un triciclo a motor y una lancha rápida. El jugador también puede elegir entre un arsenal de armas inspiradas en James Bond 007 y Misión Imposible. Las armas disponibles incluyen minas, cortina de humo, mancha de petróleo, ametralladoras, cohetes, misiles, láseres y cañones. La banda sonora presenta la canción "Dark Carnival" grabada por Vanessa Carlton.

## Tema musical
El tema principal de este juego, "Dark Carnival" de Vanessa Carlton, es una versión reelaborada de "Carnival", una canción de su álbum debut inédito, Rinse. Carlton dijo que la canción es "una especie de electrónica por diseño", y agregó que siempre había querido escribir sobre espionaje. Introdujo un sonido completamente nuevo para Carlton que era mucho más oscuro que su trabajo anterior. MTV News describió la canción, que trata sobre una misteriosa femme fatale, como "[una] balada vanguardista y melancólica" que "se vuelve aún más inquietante cuando un [[Bridge] escaso y plinky (música)|puente]] surge una reminiscencia del tema Halloween".
Las letras de "Carnival" y "Dark Carnival" son diferentes; por ejemplo, "No huyas del programa, / Porque solo quiero que sepas que te amo de todos modos, / Y no te dejaré ir" se modificó a "Cuando recibas tu maldita dosis / En la quietud de la noche / Es allí donde más lo sentirás / En este carnaval oscuro / Donde el final está cerca". "Dark Carnival" no se incluyó en el segundo álbum de Carlton, Harmonium (2004). El personaje de la agente Vanessa Duvelle, compañera de Alec, se basó en ella.

## Trama
Alec Sects intenta ocuparse de los restos de Nostra. Primero, intenta familiarizarse con el nuevo Interceptor G-8155 y luego emprende una misión de reconocimiento. Luego, Alec se entera de un desertor de la rama rusa de Nostra, Vladimir Polvac, que era una figura muy influyente, y tiene información sobre el líder ruso de Nostra, "El cosaco". Necesitaba una escolta a una embajada, un transporte a un aeropuerto, y necesitaba que Alec se asegurara de que su avión despegara ileso (ya que intentaba salir del país debido a su deserción). Más tarde, un informante reveló que se estaban desviando grandes sumas de dinero para restaurar y fortalecer una antigua instalación de energía nuclear. Alec y su compañera agente Vanessa Duvelle investigan la planta y Alec encuentra células de energía compactas únicas. Después de esto, la identidad del cosaco se revela como Vladimir Impalakov, quien luego intenta dejar su propiedad a un complejo de almacenes en la costa Báltica, usando un ekranoplan experimental masivo y fuertemente armado, pero es asesinado por Alec. antes de que pudiera escapar.
Luego, Alec viaja a Nueva Orleans para reunirse con el Senado de los Estados Unidos y el televangelista Noah Thurgood. Sin embargo, "Mad Mojo" Carter, un señor del crimen regional y líder de la facción estadounidense Nostra, envía un agente en un interceptor G-8155 prototipo robado para matar a Thurgood. El agente tiene éxito y la cita se ve comprometida. Alec sigue al asesino de Thurgood e intenta capturarlo vivo para interrogarlo, pero aborta la misión y el interceptor rebelde escapa en un VTOL. Se necesita a Alec en otro lugar porque un IES barco de vapor está celebrando una reunión sobre las extrañas células de energía rusas y necesita protección. Luego, Alec se entera de que el verdadero nombre de Mad Mojo Carter es Calvin Blackwell Jr., hijo del fallecido industrial Calvin Blackwell Sr., es un MIT graduado con honores en ingeniería y que robó información ultrasecreta de Thurgood. antes de eliminarlo. Alec lo sigue hasta un pantano, que estaba usando para cubrir su ruta de escape. Blackwell estaba usando un avión de carga para escapar y tenía muchos guardias protegiendo la pista, pero Alec dispara a los motores para evitar el despegue inmediato y destruye el avión, a Blackwell y la información ultrasecreta que robó (ya que Alec no pudo recuperarla). ).
Alec se dirige a Asia a través del barco de carga. Luego lo protege del ataque y llega a un refugio IES. Alec, en el camino, destruye camiones de carga de contrabando y fuerzas Phoenix que trabajan para la organización criminal Krait Fang (facción asiática de Nostra). Luego, Alec se entera de que su compañera, la agente Vanessa Duvelle, ha sido secuestrada por el jefe de Krait Fang, Nguyen McGinty, y está detenida para su ejecución. Alec la libera y luego destruye la mayoría de sus fuerzas, permitiendo un asalto planificado por parte de fuerzas especiales IES. Esto le permite a Alec infiltrarse en la Fortaleza Krait Fang. Luego se entera de que McGinty está intentando escapar en un tren fuertemente armado impulsado por una de las extrañas células de energía rusas y quiere destruir una ciudad con una bomba sucia que tiene en su tren. Alec destruye el tren y mata a McGinty.
Luego se trasladan a los Alpes, donde Alec encuentra un prototipo de Interceptor rebelde, similar al de Nueva Orleans. El prototipo rebelde del Inteceptor fue robado por Leland Chevre, el líder del Sindicato del Crimen La Rouge (Suiza Nostra). Alec encuentra a Chevre y lo mata por los datos de su vehículo. Alec analiza los datos del vehículo de Chevre y descubre que tres instalaciones de la Unión Europea han sido objeto de un ataque nuclear. Alec encuentra y destruye las plataformas móviles de misiles. Luego, Alec se dirige a un castillo propiedad de la Sociedad Ararat con el Agente Duvelle basándose en la información del auto robado. Luego, Alec descubre que Thurgood y el líder están vivos.
Thurgood escapa a la Antártida, donde ha creado una instalación de investigación móvil que también es un "Arca" y una "Ciudad" móvil y planea inundar el mundo utilizando células de energía compactas únicas para derretir la capa de hielo polar. Sin Impalakov, Blackwell, McGinty y Chevre, él sigue adelante con los planes para que él y otros seleccionados gobiernen lo que queda. Alec destruye el arca y él y el agente Duvelle reciben la orden de ir a su próxima misión en Los Ángeles.

## Recepción
El juego recibió críticas "mixtas" en ambas plataformas según el sitio web de agregación de reseñas Metacritic.